# Гера

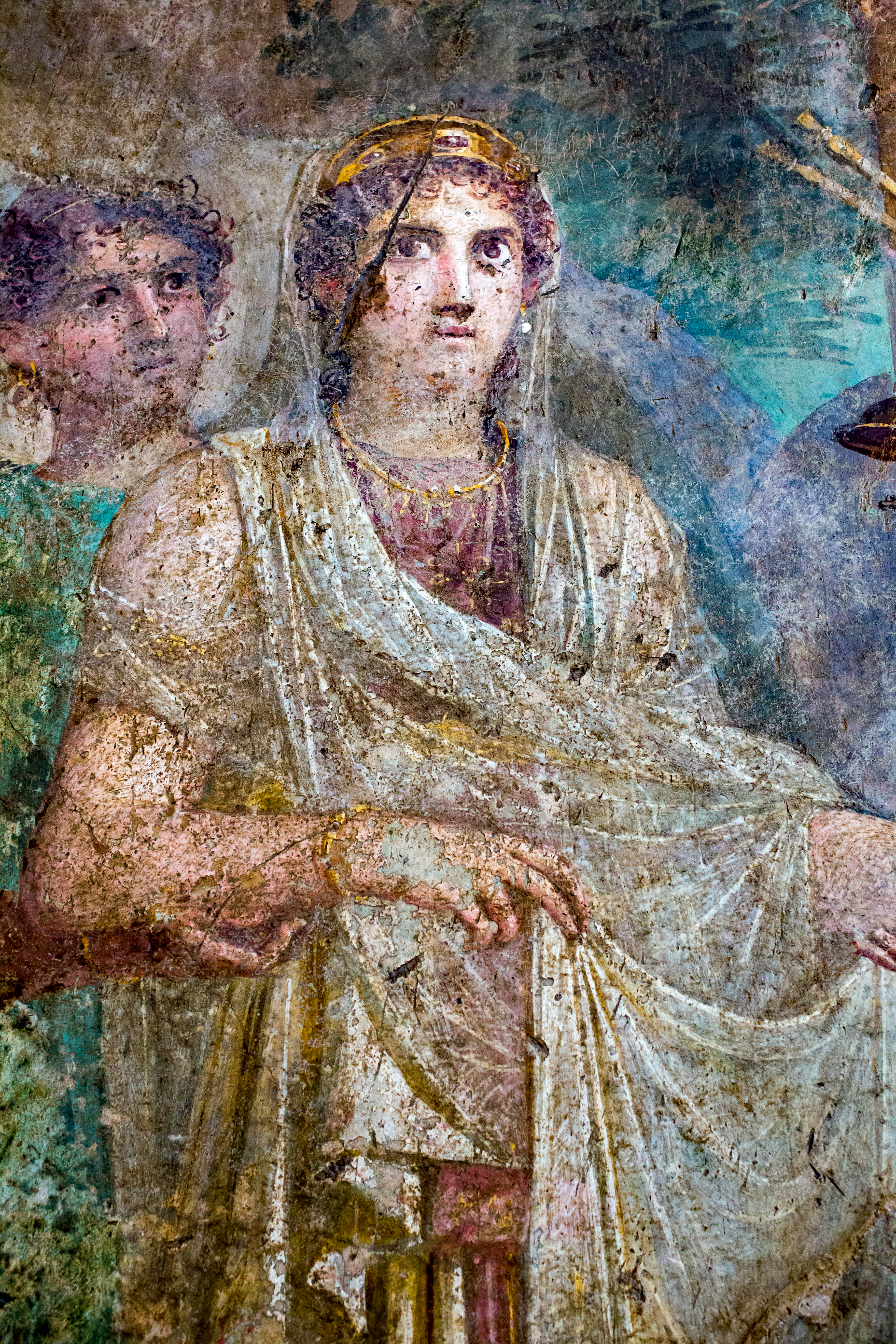
Гера на античной фреске из Помпей

Ге́ра (др.-греч. Ἥρα, микен. e-ra; вер. 'охранительница, госпожа') — в древнегреческой мифологии богиня — покровительница брака, охраняющая мать во время родов. Одна из двенадцати олимпийских божеств, верховная богиня, сестра и жена Зевса. Согласно мифам, Гера отличается властностью, жестокостью и ревнивым нравом. Римский аналог Геры — богиня Юнона. Главные атрибуты этой богини — покрывало, диадема, павлин и гранат. Эпитеты Геры — Анфия, Гениоха (возница), Гополосмия в Элиде, Горгас, Европия в Аргосе, Зигия или Дзигия (устроительница свадеб).

## Мифы
Гера — третья дочь титана Кроноса и титаниды Реи, сестра и жена Зевса, сестра Деметры, Гестии, Аида и Посейдона. Вместе с остальными детьми Кроноса была проглочена своим отцом, а затем, благодаря хитрости Метиды и Зевса, была им извергнута обратно.
Перед титаномахией Рея спрятала дочь у Океана и Тефиды, и впоследствии она будет мирить дядю и тётку в их ссорах.

### Брак и дети
Супруга Зевса, своего брата — третья после Метиды и Фемиды. Однако их тайная связь началась задолго до свадьбы, причём именно Гера играла в ней активную роль.
Зевс полюбил Геру, когда она была девушкой, и превратился в кукушку, которую она поймала. На горе Коккигион (Кукушечья) в Арголиде есть храм Зевса, а рядом на горе Проне — храм Геры. (Кукушку называют «царицей Египта»). Брак Зевса и Геры оставался тайным 300 лет. Свадьба Зевса и Геры проходила в Кносской земле, в местности близ реки Ферена, где стоит храм.
Гера родила мужу Гебу (по альтернативной версии Гера забеременела Гебой без участия Зевса, съев листья латука.), Илифию и Ареса По версии, родила Ареса без мужа, получив от нимфы Хлориды цветок с Оленских полей. «Миновав супружеское ложе», родила Гефеста (по Гомеру, его тоже от Зевса) — самостоятельно в отместку мужу, единолично произведшего на свет Афину. От прикосновения к земле породила чудовище Тифона (по основной версии его матерью была Гея). По легенде, увидев слабого и уродливого младенца Гефеста, Гера в гневе сбросила его с Олимпа. Но Гефест выжил и впоследствии отомстил матери.
Также среди детей Геры называют Ангелу. Она была отдана на воспитание нимфам. В зрелом возрасте Ангела украла у матери специальную мазь. Гера разозлилась и захотела наказать дочь. Та испугалась и убежала. Вначале она спряталась в доме роженицы, а затем покойника. Хотя Гера и простила Ангелу, кабиры — боги, имевшие силу избавлять от бед и опасностей, успели окунуть её в реку подземного царства Ахерон. После этого омовения Ангела стала принадлежать Аиду и получила эпитет «катахтонии» (посвящённой подземному царству).
У Олена в гимне Гере сказано, что Гера воспитана Орами, и её дети — Арес и Геба.
Илифия является спутницей-атрибутом Геры, Арга и Ангела практически не фигурируют.

### Ревность и ссоры

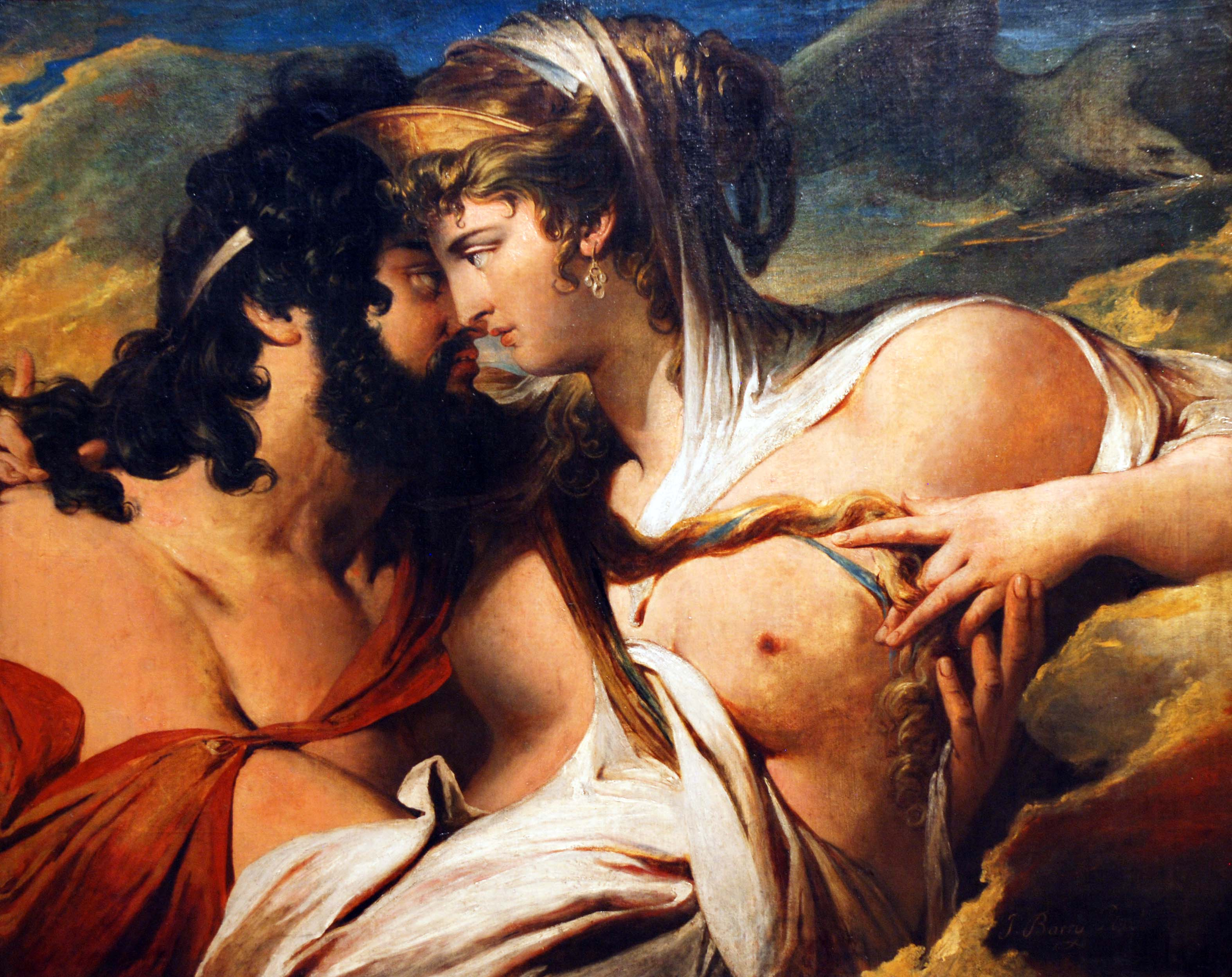
Джеймс Барри. «Юпитер и Юнона на горе Ида»

Гера — самая могущественная из богинь Олимпа, но и она подчиняется своему мужу Зевсу. Часто она вызывает у мужа гнев, в основном своей ревностью. Сюжеты многих древнегреческих мифов строятся вокруг бедствий, которые Гера насылает на любовниц Зевса и на их детей.
Мучимая ревностью Гера запретила земной тверди давать Лето место для родов. Женщина обошла множество областей и островов, спрашивая «не хочет ли кто стать родиной [её] сыну. Но трепетали все земли от страха, никто не решился». Роды прошли на острове Делос, который согласился принять Лето. По верованиям древних греков остров плавал по морю и соответственно не мог считаться «земной твердью». По одной из версий мифа во время родов Лето Гера удерживала богиню родов Илифию на Олимпе, без которой на свет не мог появиться ни один младенец. После девяти дней схваток боги сжалились над возлюбленной Зевса и отправили на Олимп Ириду с наказом, во что бы то ни стало незаметно от Геры потребовать от Илифии помощи для Лето. Та убедила богиню родов спуститься на Делос, после чего сразу же родились Артемида с Аполлоном. Уже после рождения у Лето детей Гера внушила страсть к возлюбленной своего супруга великану Титию. Тот попытался обесчестить Лето, но был убит Аполлоном.
Погубила Семелу, мать Диониса от Зевса. Верховный бог пообещал своей новой возлюбленной выполнить любое желание. Гера приняла образ няни Семелы Берои. В новом облике она убедила девушку попросить Зевса явиться во всём своём божественном блеске, либо в том виде, в котором он приехал свататься к Гере. Верховный бог был вынужден явиться на колеснице с молниями и громами и метнул перун. Семела от страха упала замертво, а Зевс извлёк шестимесячное дитя и зашил в своё бедро. После того, как через три месяца родился Дионис, оставшегося без матери ребёнка, будущего бога виноделия, Гермес отдал на воспитание сестре Семелы Ино и Афаманту. По одной версии мифа мальчика поместили в женскую часть дома, воспитывали как девочку и распускали слух, что Семела имела любовную связь со смертным, а не верховным богом. Таким образом они надеялись избежать внимания Геры. По другой версии они подчёркивали божественное происхождение своего воспитанника. И в том и в том случае супружеская пара Ино с Афамантом навлекли на себя гнев верховной богини Геры. По классической, описанной у Овидия, версии мифа Гера спустилась в подземное царство к богиням ненависти эриниям. Верховная богиня повелела им наслать безумие на Ио с Афамантом. Помешавшись рассудком Афамант убил сына Леарха. Ино схватила второго ребёнка Меликерта и бросилась с ним в море.
Царица Ламия была превращена ею в чудовище.
В вариации мифа, получившей среди прочего литературную обработку в «Метаморфозах» Овидия, горная нимфа Эхо была лишена Герой возможности нормально разговаривать. Когда верховная богиня пыталась застигнуть своего супруга Зевса во время измены, вмешивалась Эхо. Своей речью она отвлекала Геру, тем самым помогая подругам нимфам избежать кары. В какой-то момент Гере это надоело и она лишила Эхо возможности вести беседу, оставив лишь способность повторять чужие слова.
По одной из версий Гера наслала ядовитых змей на остров, где жила Эгина и её сын от Зевса, Эак, которые уничтожили всё население.
Кормила своим молоком Гермеса, не зная, кто это, а затем оттолкнула, и из молока возник Млечный Путь (по другой версии, кормила младенца Геракла).
Чтобы подсмеяться над Герой, Зевс как-то устроил свою фальшивую свадьбу с дубом, наряженным в женское платье. Гера, сбежав с Киферона, разгромила свадебную процессию, но потом оказалось, что это шутка. Поэтому в Платее, где Гера встретила процессию, отмечался «праздник кукол», завершавшийся их всенародным сожжением.

#### Ио

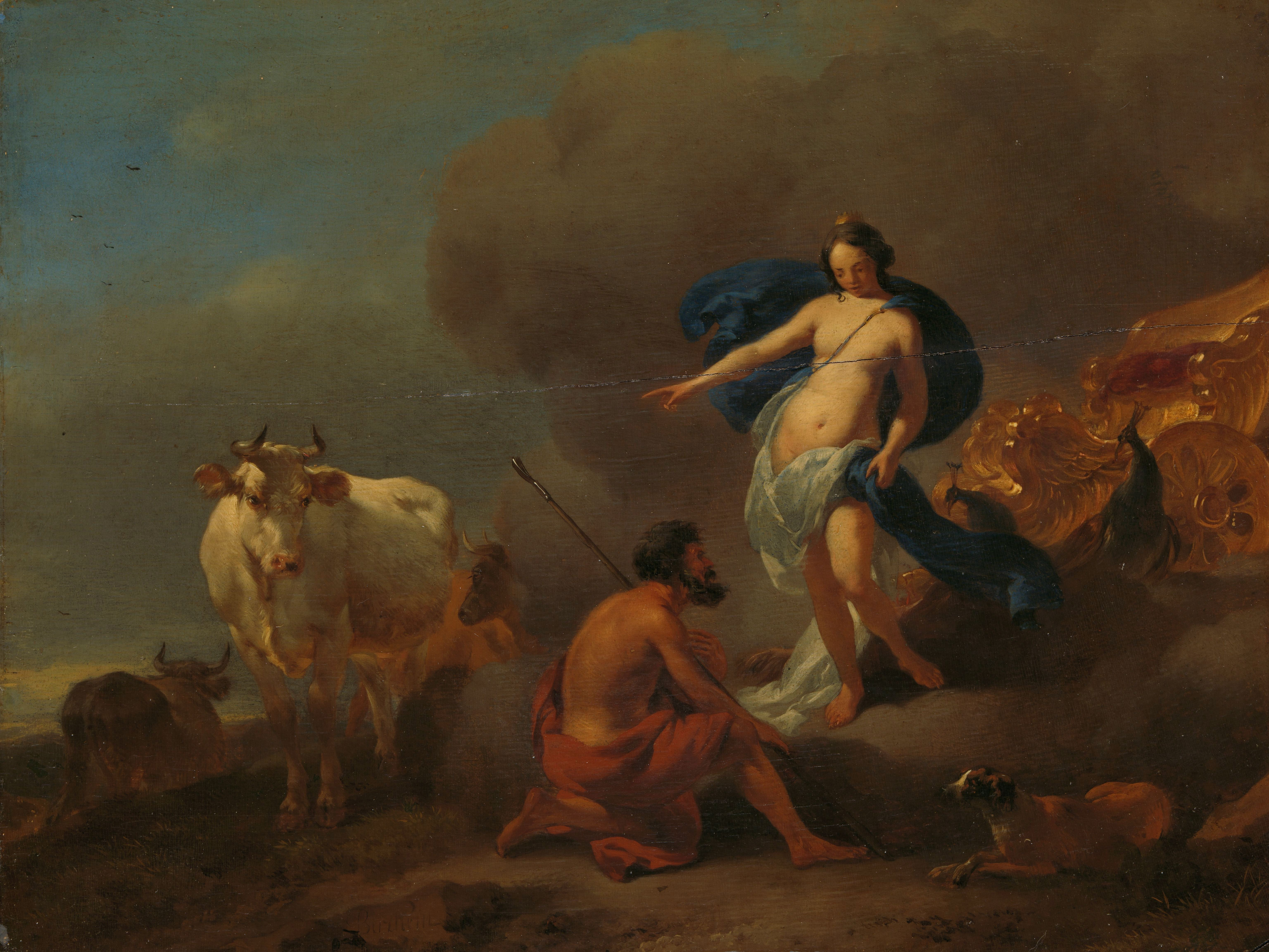
«Юнона передаёт Аргусу Ио», между 1655 и 1683. Н. П. Берхем

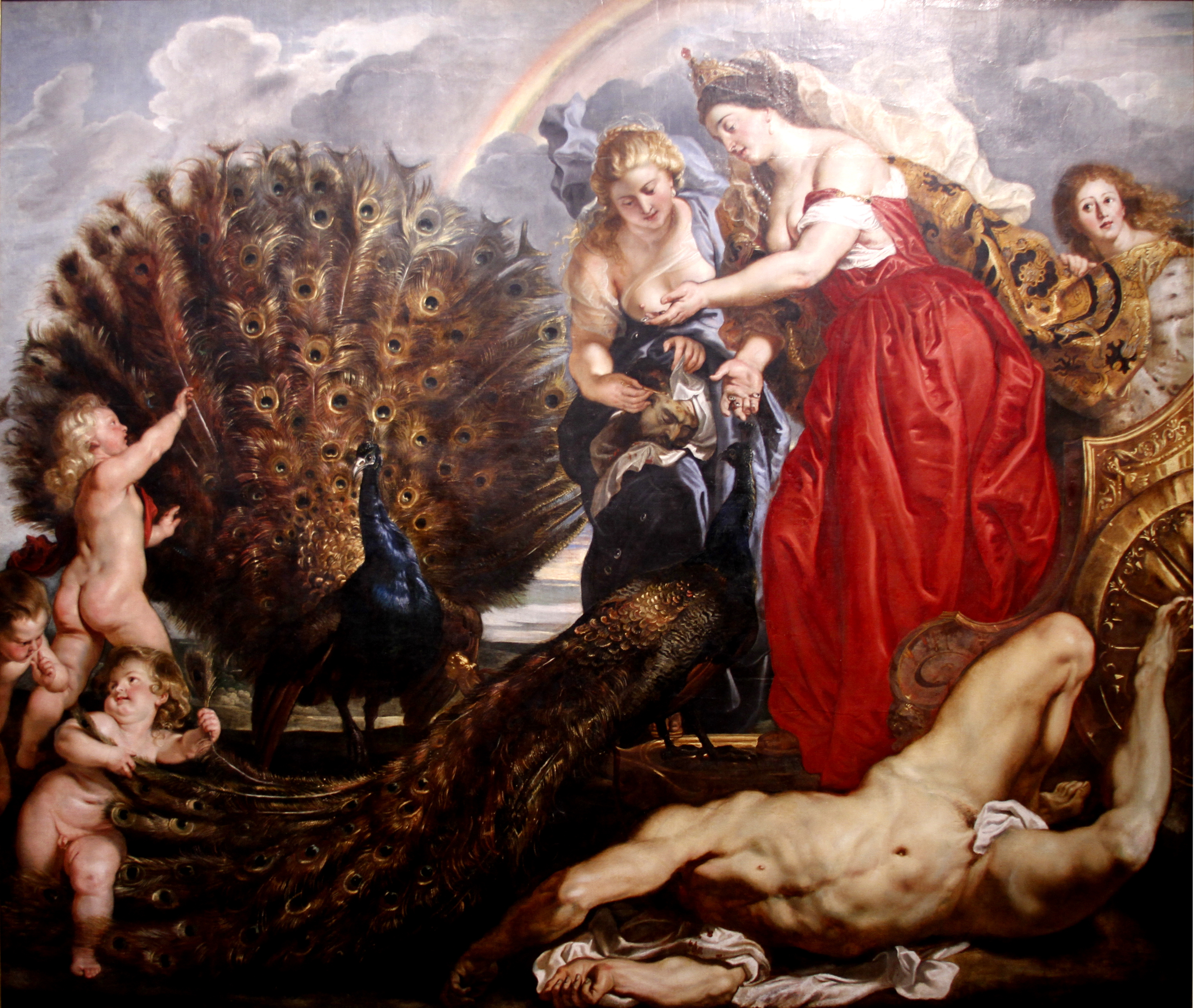
«Юнона и Аргус», 1610-е годы. П. П. Рубенс. Музей Вальрафа-Рихарца, Кёльн, Германия

Когда Зевс превратился в облако и сошёлся с дочерью царя Аргоса Ио, Гера спустилась на землю. В последний момент Зевс предугадал появление супруги и превратил свою возлюбленную в белую корову. Гера почувствовала обман и заставила верховного бога подарить ей животное. Сторожить любовницу своего мужа богиня поручила многоглазому великану Аргусу. Наличие множества глаз, из которых одна часть спала, а другая — бодрствовала, делало Аргуса идеальным неусыпным сторожем. По одной из версий мифа Зевс воспылал страстью к Ио после того, как выпил приготовленный Йинкс любовный напиток. В отместку Гера превратила Йинкс в птицу вертишейку (др.-греч. Ἴϋγξ) и обрекла на постоянное участие в магических обрядах.
Аргус ответственно подошёл к заданию верховной богини. Он днём и ночью следил за коровой, не давая даже отцу Ио Инаху приближаться к ней. Зевс, видя страдания возлюбленной, поручил своему сыну от Майи Гермесу освободить Ио. Тот принял вид обычного странника и прибыл в рощу около Микен, где Аргус выпасал Ио. Гермес с большим трудом усыпил Аргуса, после чего убил. Согласно классической версии мифа Гера превратила Аргуса в павлина, либо поместила его глаза на павлиний хвост.
Освобождённая Ио по-прежнему оставалась в образе безмолвной коровы. Мучимая ревностью Гера создала овода, чтобы тот повсюду преследовал и жалил Ио. Он преследовал Ио из страны в страну, пока та не достигла Египта.
Достигнув Египта Ио приобрела человеческий облик и родила сына от Зевса Эпафа. Существует несколько версий мифа относительно того, как Ио вновь приобрела человеческий облик. В «Метаморфозах» Овидия Зевс упросил Геру сжалиться над Ио, пообещав, что больше никогда с ней не сойдётся. У Псевдо-Аполлодора приводится рассказ, что после возвращения Ио человеческого облика и рождения Эпафа, Гера попросила куретов выкрасть ребёнка. Те выполнили поручение Геры. Ио пришлось искать сына, который попал в дом царя Библа.

#### Каллисто

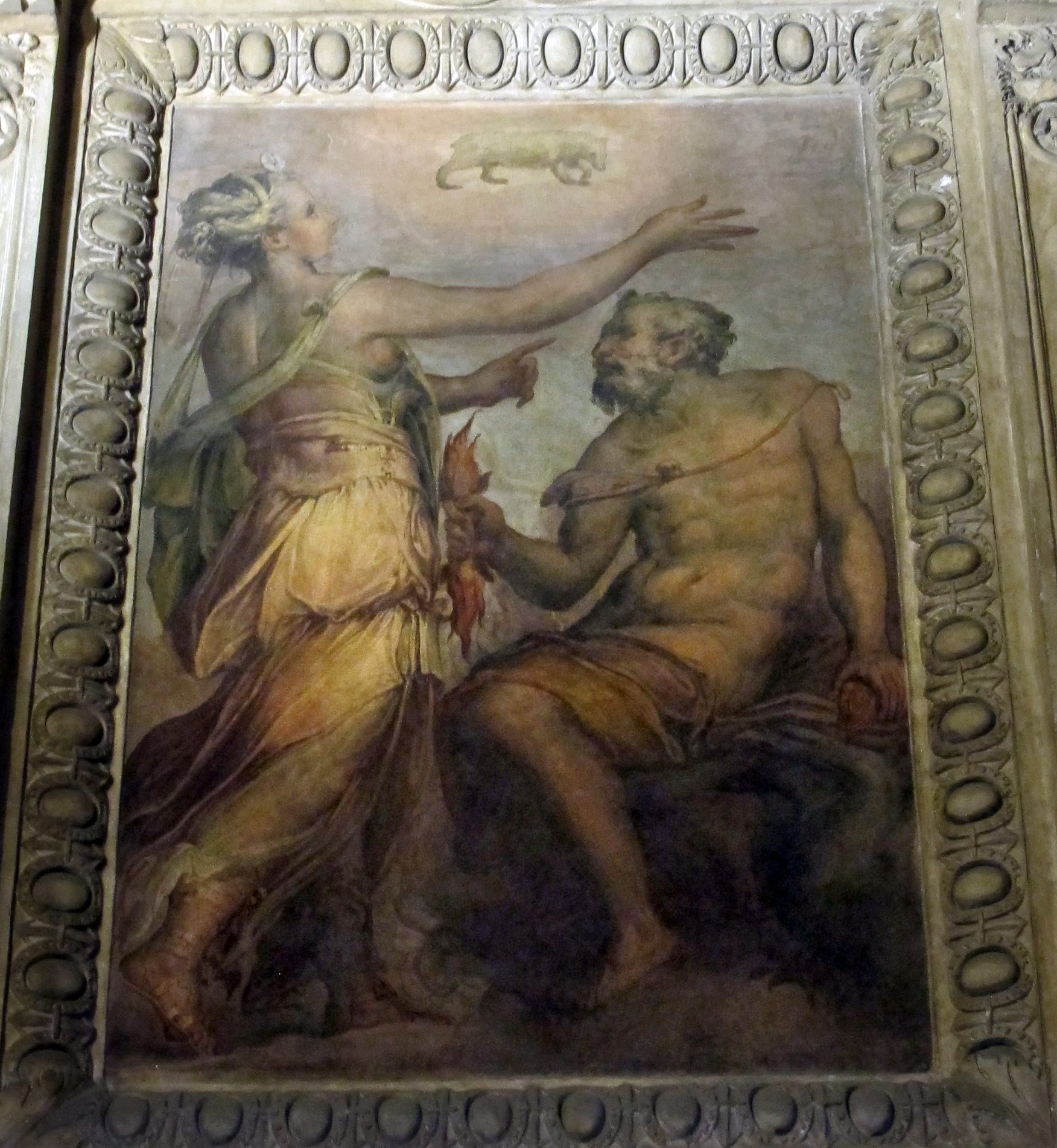
«Юнона превращает Каллисто в медведицу». Палаццо Веккьо, Флоренция, Италия

В одной из версий мифа о Каллисто Гера, узнав об измене Зевса, превратила Каллисто в медведицу, а затем подговорила богиню охоты Артемиду застрелить её из лука. В одной из вариаций в медведицу девушку превратила не Гера, а Зевс, чтобы скрыть измену. Зевс поручил своему сыну Гермесу достать из чрева медведицы своего сына Аркада и отнести ребёнка на воспитание к плеяде Майе. В литературной обработке мифа Овидием Гера превратила Каллисто в медведицу после рождения ею сына. Впоследствии, возмужавший Аркад встретил свою мать в образе медведицы на охоте. Он собирался застрелить её из лука. Зевс не допустил гибели своей бывшей возлюбленной от руки сына и вознёс их обоих на звёздное небо. Это ещё больше разозлило Геру: «Я запретила ей быть человеком, — богинею стала! / Так-то дано мне виновных карать, вот как я могуча! / Лучше пусть прежний свой вид обретёт и звериную морду / Скинет!». Она запретила Тефиде и Океану принимать Каллисто. Вот почему, согласно верованиям древних, созвездие Большая Медведица никогда не заходит за горизонт в пучины океана, не имея возможности ни омыться, ни напиться.

#### Геракл
Ненависть к побочному сыну Зевса Гераклу является важным сюжетообразующим моментом связанных с этим героем мифов. Даже его имя «Геракл» («прославленный богиней Герой»).
С Герой связан миф о рождении Геракла. Она приказала своей дочери богине родовспоможения Илифии ускорить роды Еврисфея и задержать Геракла. Перед этим она хитростью заставила своего супруга, ждавшего появления с минуты на минуту Геракла, поклясться, что первый родившийся из рода Персея станет царём. Когда из-за действий Илифии первым на свет появился недоношенный Еврисфей, Зевс был вынужден сдержать обещание.
Этот, приведенный в «Илиаде» Гомера, миф получил продолжение в сочинениях более поздних авторов. Богини судьбы мойры и Илифия по приказу Геры делали всё, чтобы не допустить родов Геракла. Одна из служанок Алкмены Галанфида, уразумев происходящее и видя мучения своей госпожи, прибежала к Илифии и Мойрам с известием, либо просто воскликнула, что ребёнок родился. Илифия с мойрами были так удивлены невозможному, — появлению без их ведома на свет ребёнка, — что оцепенели. В этот момент и родился Геракл. Гера в отместку превратила Галанфиду в ласку.
Наслала на него змей, которых младенец удушил. Усыпила Зевса и напустила бурю на Геракла, отбросившую его к Косу, за что Зевс привязал её к небу и подвесил в небесах на золотой верёвке, к ногам были привязаны наковальни (Гомер). (Цепь, которую надел Зевс на Геру для её усмирения, показывали в Трое). Гера была ранена Гераклом под Пилосом.
После того как Геракл обрёл бессмертие, Гера примирилась с героем. Верховная богиня усыновила Геракла и дала ему в жёны свою дочь Гебу.

### Троянская война

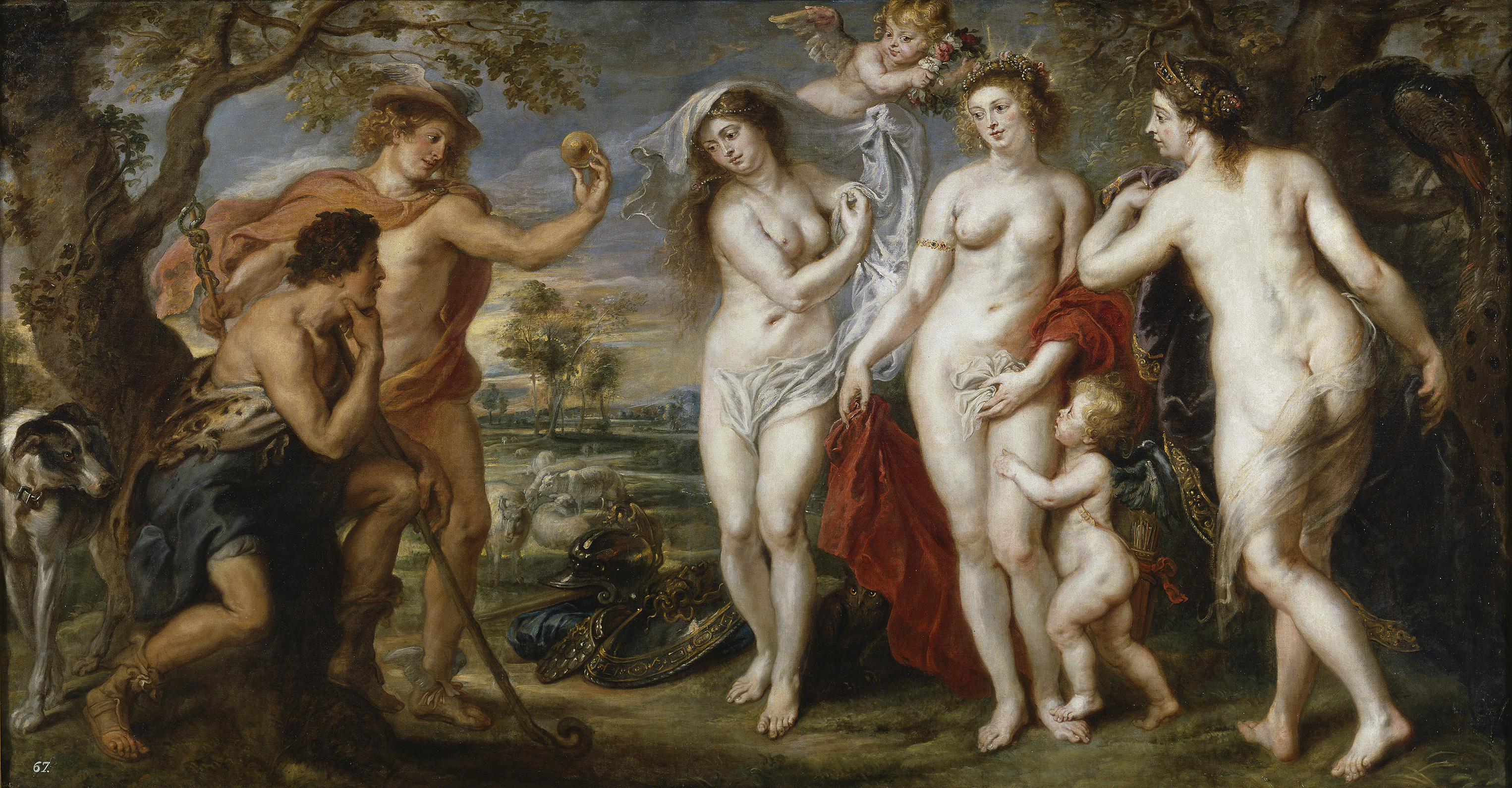
Рубенс. «Суд Париса»

Участвовала в суде Париса, где проиграла, поэтому в Троянской войне выступала на стороне ахейцев.
Чтобы дать возможность победить ахейцам, она отвлекает Зевса, обольщая его с помощью волшебного пояса Афродиты.

### Прочее
Каждый год Гера купалась в источнике Канаф у города Навплии и становилась вновь девой.
Гера помогала Ясону во время похода аргонавтов.
Уговорила Эола наслать ветра на Одиссея.
Наслала на Тиресия слепоту. Наслала безумие на дочерей Пройта за их похвальбу.
Иксион влюбился в Геру и попытался ею овладеть. Зевс создал облако, которое её изображало, и подсунул Иксиону. Иксион имел от этой облачной жены дикое поколение кентавров (или героя Кентавра), а затем в наказание был привязан в Аиде к колесу.
По утверждению грамматика Сервия (IV в. н. э.), слово «Гера» (видимо, на языке пеласгов) означает «земля», а «герои» — дети земли (Serv. Verg. Buc. IV 35).

### Эпитеты Геры
- Аигофагос, Αἰγοφάγος, «козоедка». Эпитет Геры в Спарте[83].
- Александрос, Ἀλέξανδρος, «защитница мужчин», эпитет среди сикионцев.
- Аммония, Ἀμμωνία.
- Антэя, Ἄνθεια, «цветущая»[84][85].
- Аргея, Ἀργεία, «из Аргоса».
- Басилея, Βασίλεια, «царица».
- Боопис, Βοῶπις, «волоокая».
- Буная, Βουναία, «холмовая». Эпитет Геры, связанный с тем, что её храм находился на холме, либо в честь легендарного царя Буноса из мифов (Βουνός), что мог построить её храм[86][87].
- Гениоха («Возница»). Эпитет Геры[88].
- Гополосмия. Эпитет Геры в Элиде[89].
- Горгас. Эпитет Геры[90].
- Европия. Эпитет Геры в Аргосе[91].
- Зигия (Дзигия), Ζυγία — устроительница и распорядительница браков. Её муж Зевс также имеет эпитет Зигий (Ζυγίος). Эти эпитеты описывают их, как управляющих браком[92][93].
- Леуколенос, Λευκώλενος, «белолокотная»[94].

## Культ

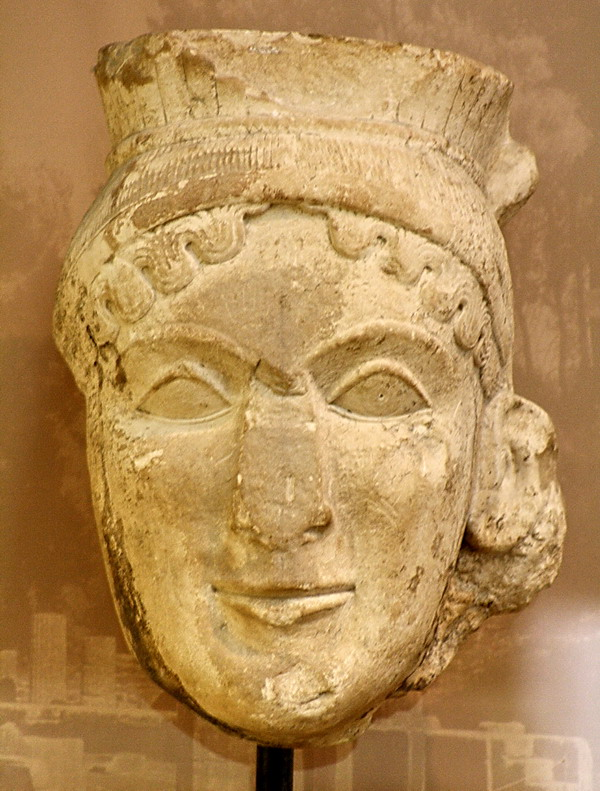
Голова статуи Геры из храма Геры в Олимпии. Известняк. Ок. 600 гг. до н. э. Археологический музей Олимпии

Гере поклонялись как защитнице женщин, хранительнице брака и материнства. Её помощь во время родов — древнейшая функция Геры.
Культ был распространен в материковой Греции (особенно в Микенах, Аргосе, Олимпии), а также на островах (Самос, Крит).
Деревянный фетиш Геры находился на острове Самос, что свидетельствует о её древности. Вероятно, Гера — первое божество, которому греки посвятили перекрытое замкнутое святилище — Самосское, около 800 г. до н. э. Позже на его месте был построен Герейон, один из самых крупных греческих храмов вообще.

### Анализ
Брак Геры с братом — рудимент древней кровно-родственной семьи. Хотя супружество Геры определяет её власть над другими олимпийскими богинями, по сути, в этом образе видны черты великого женского божества доолимпийского периода. Его черты — самостоятельность и независимость в браке, постоянные ссоры с верховным божеством, ревность, гнев. Гера преследует внебрачные связи мужа и как богиня-блюстительница моногамной семьи эпохи классической олимпийской мифологии.
Архаичность Геры заметна в том, что её ребёнком от прикосновения к земле было чудовище Тифон (это выдаёт её связь с хтоническими силами). Древность её также сказывается в том, что Арес, один из самых кровавых и стихийных богов — её сын.
Возможно, имела зооморфное прошлое. На это указывает её эпитет «волоокая» (греч. Βοῶπις) у Гомера и Нонна Панополитанского, а также то, что в жертву ей приносились коровы. Однако изображений её, в нечеловеческом образе нет («В нашем распоряжении имеется огромный археологический материал, но не говоря уже о том, что никаких следов изображения Геры в виде коровы или с головой коровы нет, среди огромного количества культовых изображений микенских и домикенской эпох, так называемых идолов, нет ни одного с коровьей головой»).
При этом, прочно войдя в систему искони греческой героической мифологии, Гера является покровительницей героев и городов.
Любовная сцена обольщения Зевса с помощью пояса Афродиты для помощи ахейцам в троянской войне — среди благоухающих цветов и трав на вершине горы является явным аналогом крито-микенского священного брака Геры и Зевса, который торжественно справлялся в различных городах Греции, напоминая о величии матриархального женского божества. Брак праздновался и на Крите в Кноссе. Этот брак рассматривался как связь неба с землёй, оплодотворяемой благодатным весенним дождём, напоминая о величии матриархального женского божества. Вестником данного дождя была кукушка. (В дни праздников Геры женихи приближались к алтарю богини в масках кукушки).

### Храмы
В архитектуре известны замечательные храмы Геры, основная их часть была построена в Древней Греции. Самым выдающимся Геродот считал храм Геры на Самосе. Его историк включил в список чудес света.
Храмы в честь Геры назывались Герайонами (др.-греч. Ἡραῖον).

## Иконография
Гера (Юнона) отличается благородной, статной красотой. Иногда на ней надета диадема или корона. В изображении олимпийцев она сидит на троне рядом с Юпитером в самом центре.
Среди античных скульптур Геры:
- Гера Барберини
- Гера Боргезе
- Гера Фарнезе (копия греческого оригинала V в. до н. э.).
- Гера Людовизи — в Новое Время эта статуя считалась наилучшей из античных статуй Геры[99], однако позже оказалось, что это идеализированный портрет Антонии Младшей.

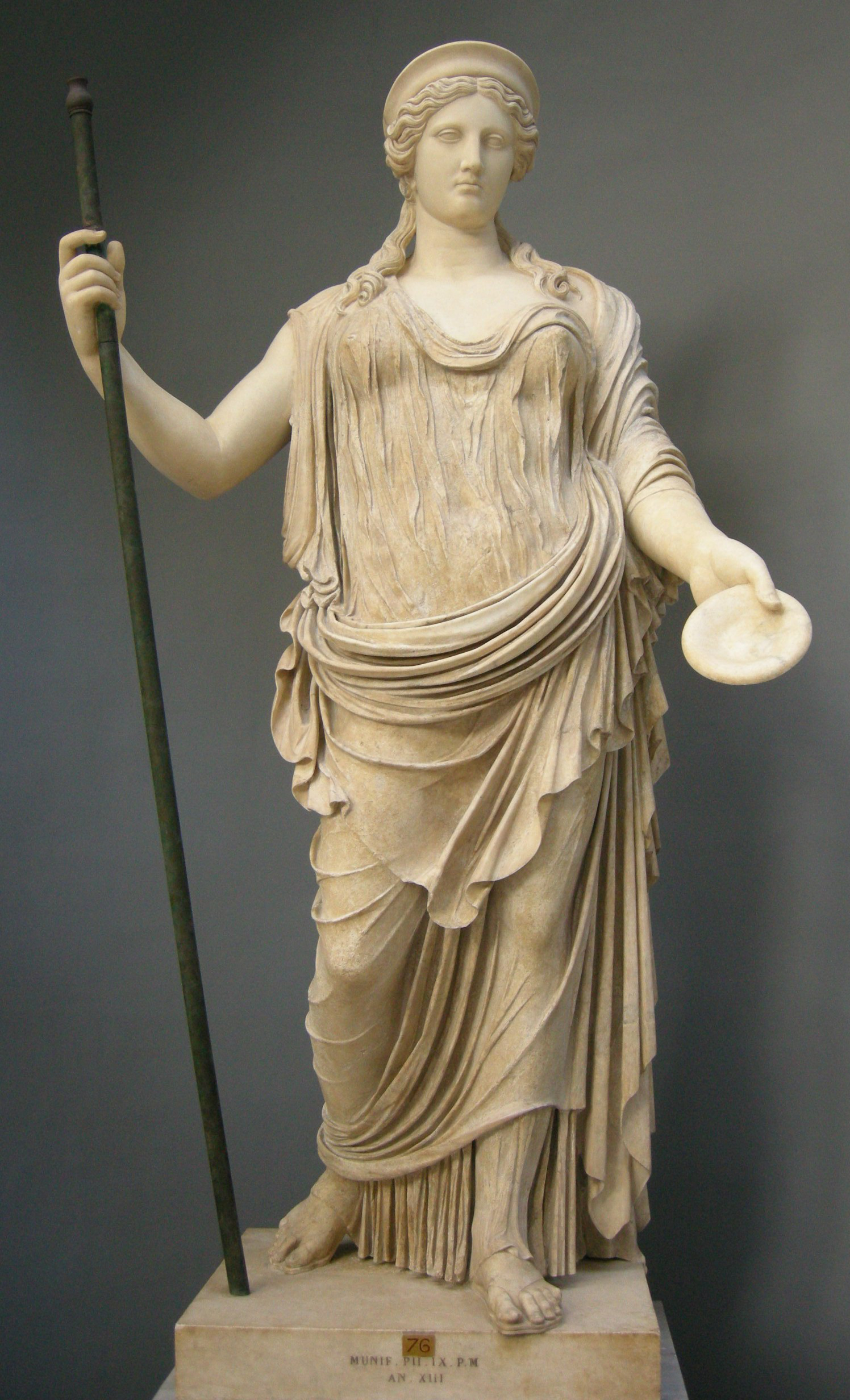
Гера Барберини
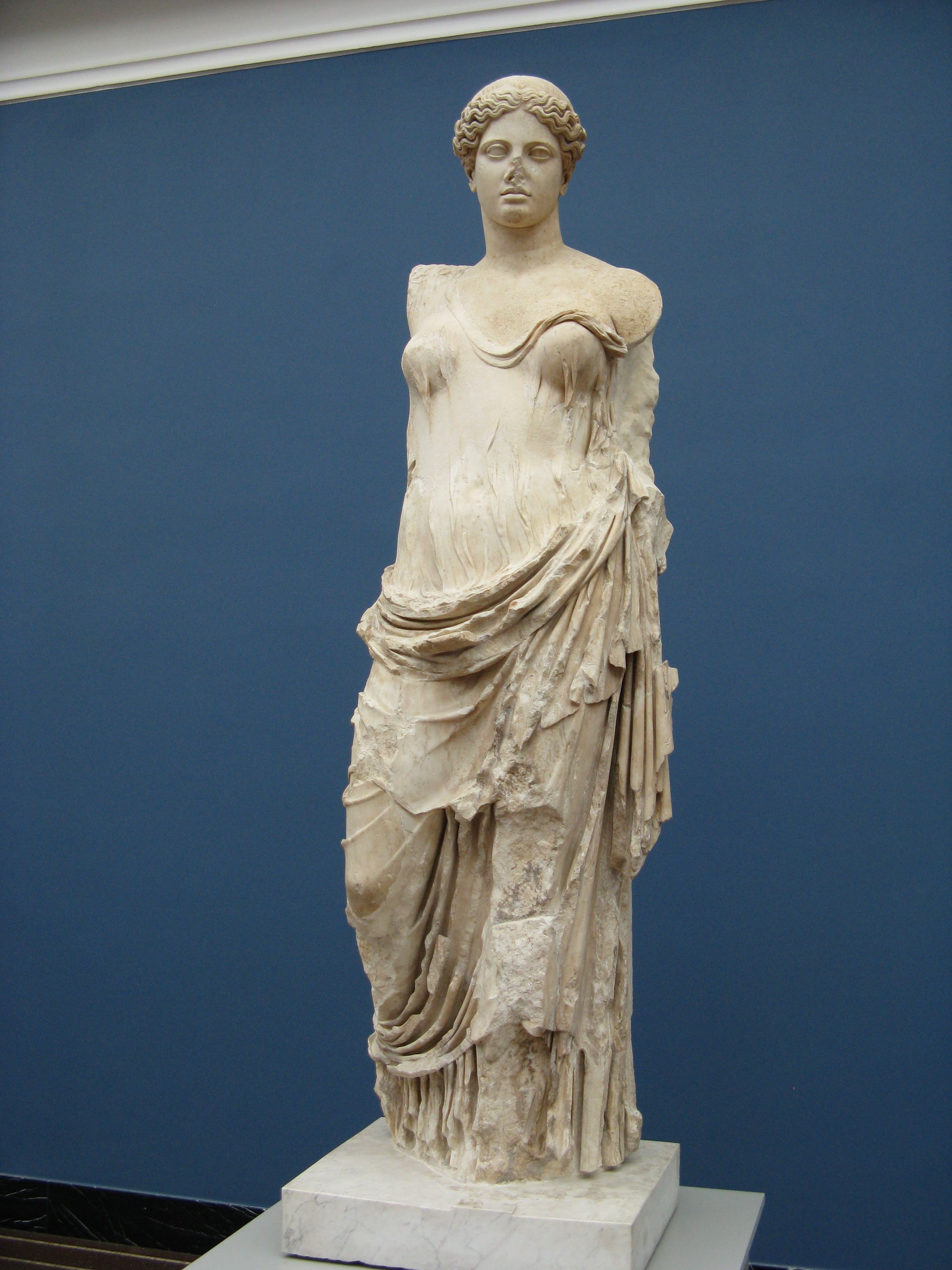
Гера Боргезе
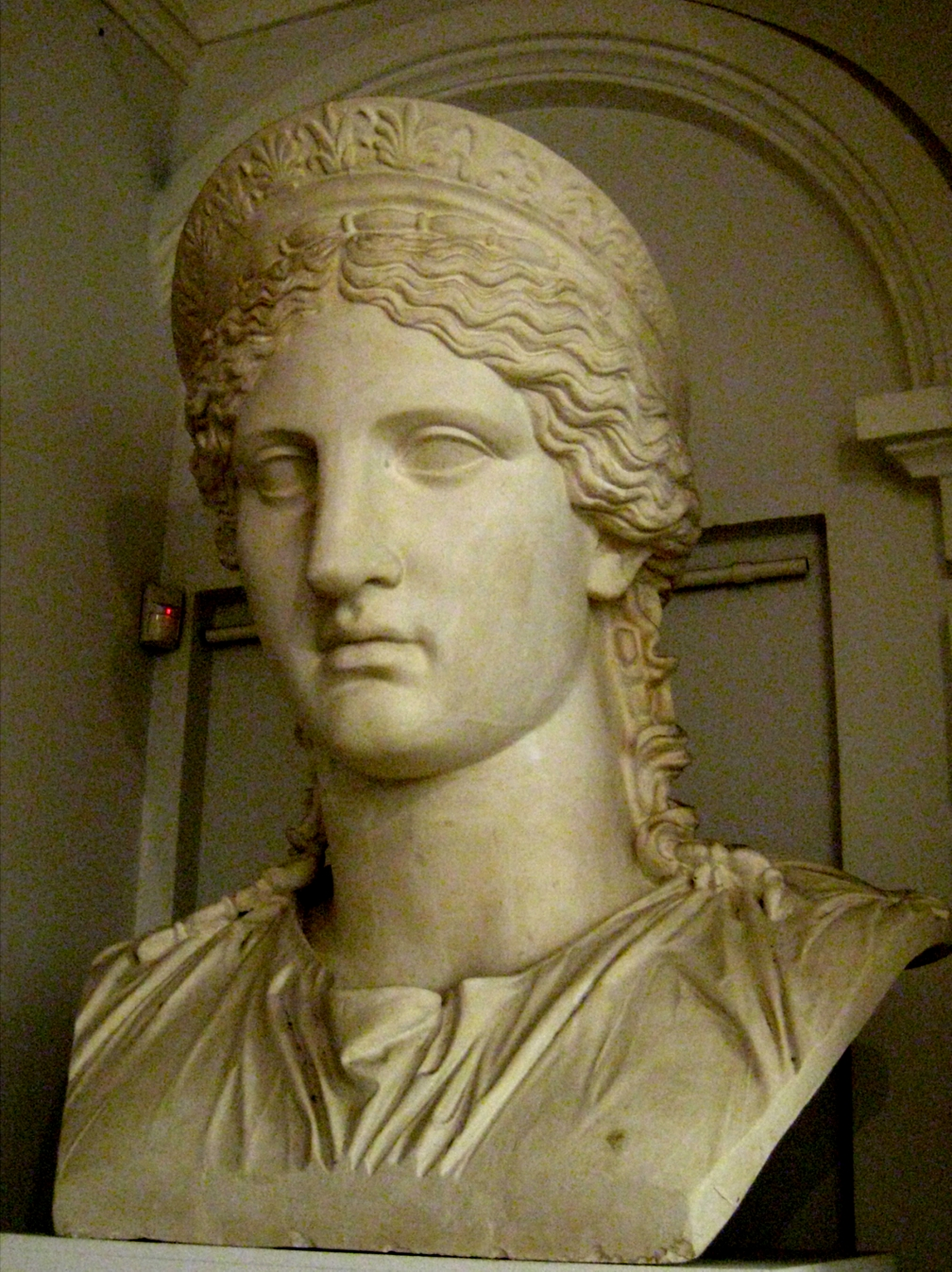
Гера Людовизи
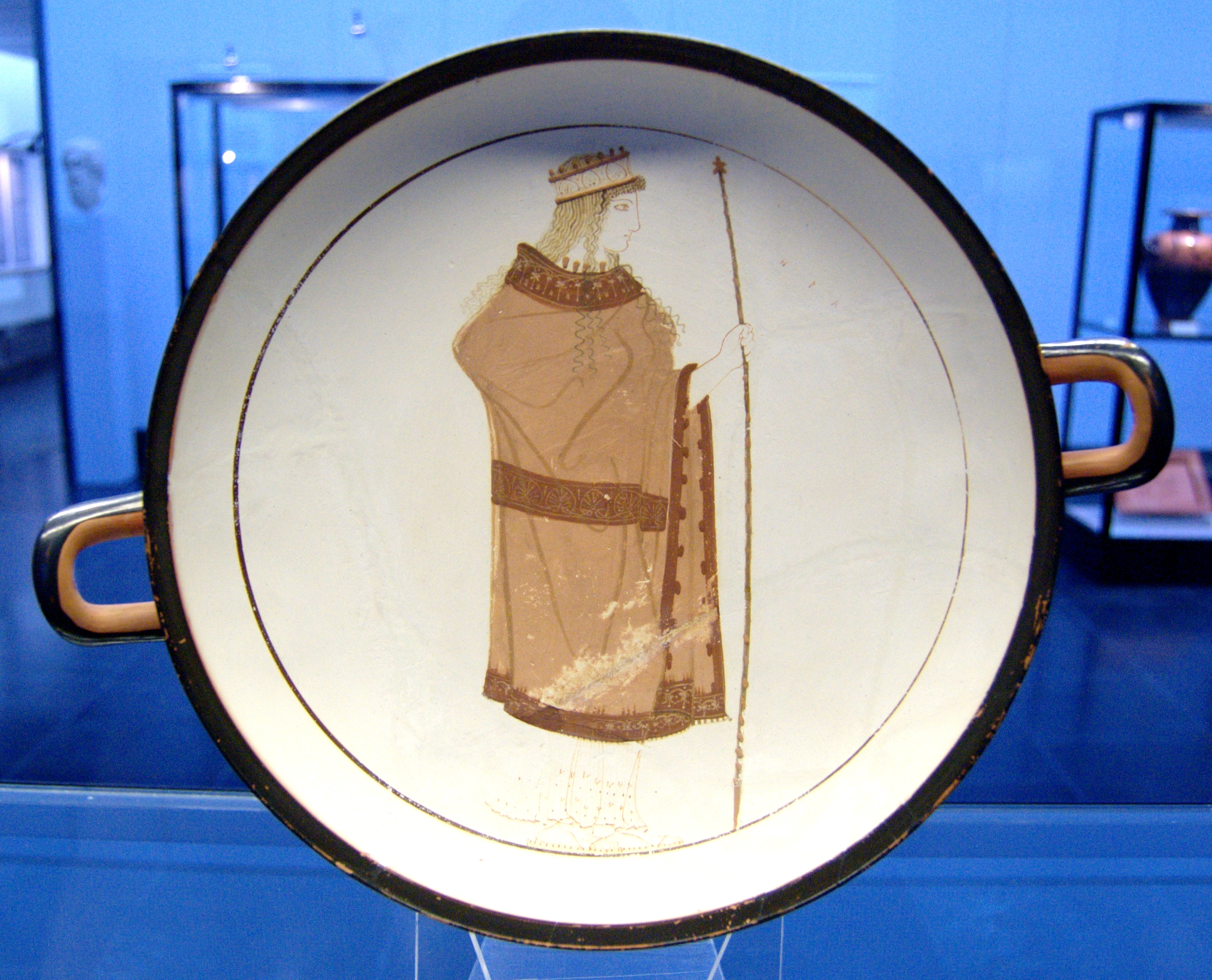
Тондо

На рельефах (фриз сокровищницы сифнийцев в Дельфах, восточный фриз Парфенона) Гера рядом с Зевсом. Свадьба Геры и Зевса изображена на метопе храма Геры в Селинунте.
В вазописи используются сюжеты мифа о Гере в сценах с Ио, суде Париса и др.
В городе Гиераполе (на территории современной Сирии) в храме стояла статуя Геры (в качестве жены Зевса), позолоченная и осыпанная драгоценными камнями, главный из которых, судя по свидетельствам, был весьма крупным рубином. Вот как описывает это изваяние древнегреческий писатель Лукиан:

«Изображение вызолочено и осыпано драгоценными камнями. Одни из них светлы и прозрачны, как вода, а другие искрятся, подобно вину, а третьи горят как огонь… Несколько подробнее сто́ит остановиться на камне, который находится на голове Геры. Его зовут „Светочем“, и это имя вполне соответствует производимому им действию: ночью он светит так ярко, что освещает собой весь храм как бы множеством светильников. Днём, когда этот свет ослабевает, камень по внешнему виду становится похож на огонь».— Лукиан

### Атрибуты

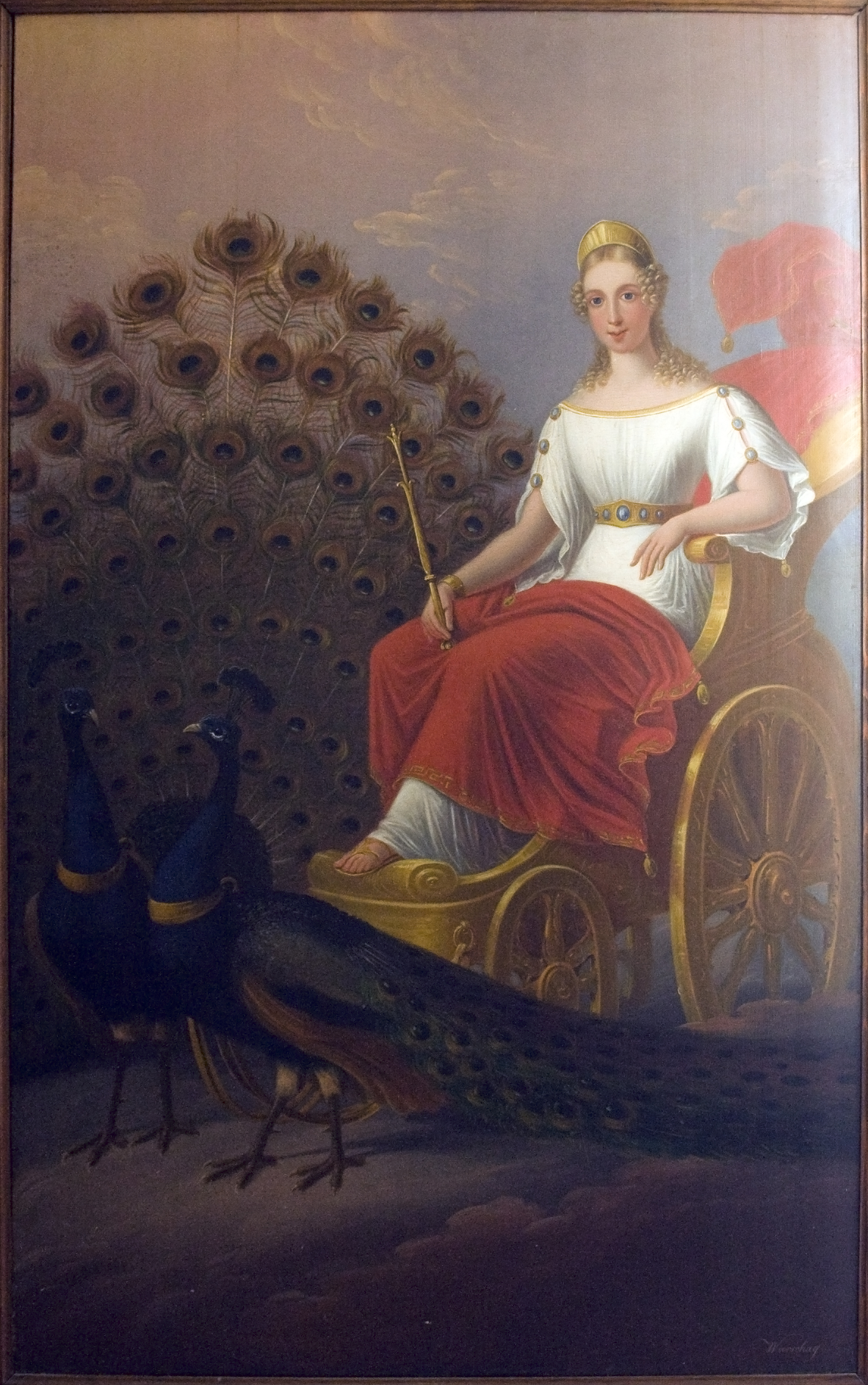
Гера в повозке, запряжённой павлинами

Её обязательный атрибут — диадема, как символ того, что она главная из богинь. Посвящённым ей животным является павлин; пара павлинов везёт её колесницу.
Она может надевать Пояс Венеры, одолженный у богини, который делает её неотразимой.
В античности ей придавали ещё два атрибута — гранат (множество зерен которого символизирует плодородие) и скипетр, увенчанный кукушкой (эмблема брака, не оправдавшего надежд). Кукушка также была её священной птицей.

### Новое Время
В сценах любовных похождений Зевса она может изображаться подглядывающей из-за облаков, либо же подъезжающей на колеснице, чтобы прервать свидание.

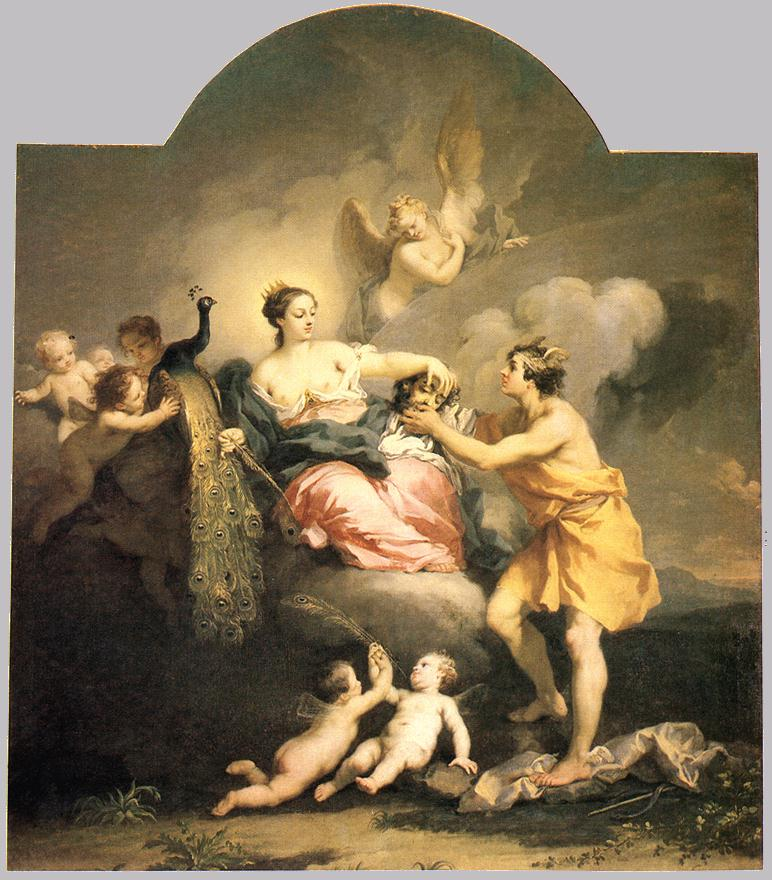
«Юнона помещает глаза Аргуса на хвост павлина»

Распространено изображение Геры в сцене «Суд Париса», в сценах из мифов о Геракле, Ио. Известно изображение финального эпизода истории Ио: стоглазый великан Аргус, посланный ею стеречь любовницу мужа, убит Гермесом. В эпоху барокко Аргус изображается мертвым с рассыпанными глазами. Амуры подбирают их и передают Гере, которая помещает их на хвосты павлина (Х. Голциус, П. П. Рубенс, Я. Йорданс, А. Блумарт, Н. Пуссен и др.).
Встречается сцена «Юнона просит у Венеры её пояс» (А. Куапель, Дж. Рейнолдс), «Юнона просит Эола выпустить ветры на гибель Одиссею», «жертвоприношение Юноне» (П. Ластман, Дж. Б. Тьеполо), а также «Юнона в Царстве Гипноса», куда она отправилась для помощи в обольщении Зевса в истории с горой Ида.
В аллегорическом изображении Четырёх элементов она персонифицирует стихию Воздуха (так как, согласно Илиаде, была подвешена в воздухе с наковальнями).
Как подательница изобилия она выступает в садовой пластике эпохи барокко.

## В литературе
Ей посвящены XII гимн Гомера и XVI орфический гимн. Действующее лицо трагедии Эсхила «Семела, или Водоносицы», где принимала облик жрицы из Аргоса, собирающей подаяние (фр.168 Радт), а также трагедии Сенеки «Геркулес в безумье». Во Флиунте было священное сказание, объясняющее отсутствие статуи Геры.
Сочинение Лукиана «О сирийской богине» посвящено богине, которую он называет Герой ассирийской.

### Новое время
- Валерий Брюсов. «Иксион и Зевс»

## В музыке
- «Умиротворённая Юнона» И. И. Фукса и др. оперы
- кантаты «Новое состязание Юноны и Паллады» Дж. Б. Бонончини
- «Юнона и Паллада» С. Майра

## В астрономии
В честь Геры назван астероид (103) Гера который был открыт 7 сентября 1868 года американским астрономом Дж. К. Уотсоном в Детройтской обсерватории, США.